# Kalev Hõlpus
Kalev Hõlpus (* 2. März 2001) ist ein estnischer Leichtathlet, der im Mittelstrecken- und Hindernislauf an den Start geht.

## Sportliche Laufbahn
Erste internationale Erfahrungen sammelte Kalev Hõlpus bei den Crosslauf-Europameisterschaften 2022 in Turin, bei denen er nach 26:20 min den 69. Platz im U20-Rennen belegte. Im Jahr darauf wurde er bei der 2. Liga der Team-Europameisterschaft im Rahmen der Europaspiele in Chorzów in 9:19,90 min 13. über 3000 m Hindernis. 2025 wurde er bei der 2. Liga der Team-Europameisterschaft in Maribor in 9:04,89 min Siebter im Hindernislauf, ehe er bei den World University Games in Bochum mit 3:46,99 min im Vorlauf über 1500 Meter ausschied.
2023 wurde Hõlpus estnischer Hallenmeister im 3000-Meter-Lauf.

## Persönliche Bestleistungen
- 1500 Meter: 3:46,99 s, 22. Juli 2025 in Bochum
  - 1500 Meter (Halle): 3:53,07 min, 22. Februar 2025 in Tallinn
- 3000 Meter: 8:22,97 min, 10. August 2022 in Viljandi
  - 3000 Meter (Halle): 8:25,08 min, 23. Februar 2025 in Tallinn
- 3000 m Hindernis: 9:04,89 min, 29. Juni 2025 in Maribor